# Saicella kipahulu
Saicella kipahulu är en insektsart som beskrevs av Polhemus 2000. Saicella kipahulu ingår i släktet Saicella och familjen rovskinnbaggar. Inga underarter finns listade i Catalogue of Life.